# Xiphocentron mezencius
Xiphocentron mezencius är en nattsländeart som beskrevs av Schmid 1982. Xiphocentron mezencius ingår i släktet Xiphocentron och familjen Xiphocentronidae. Inga underarter finns listade i Catalogue of Life.